# Cakile maritima

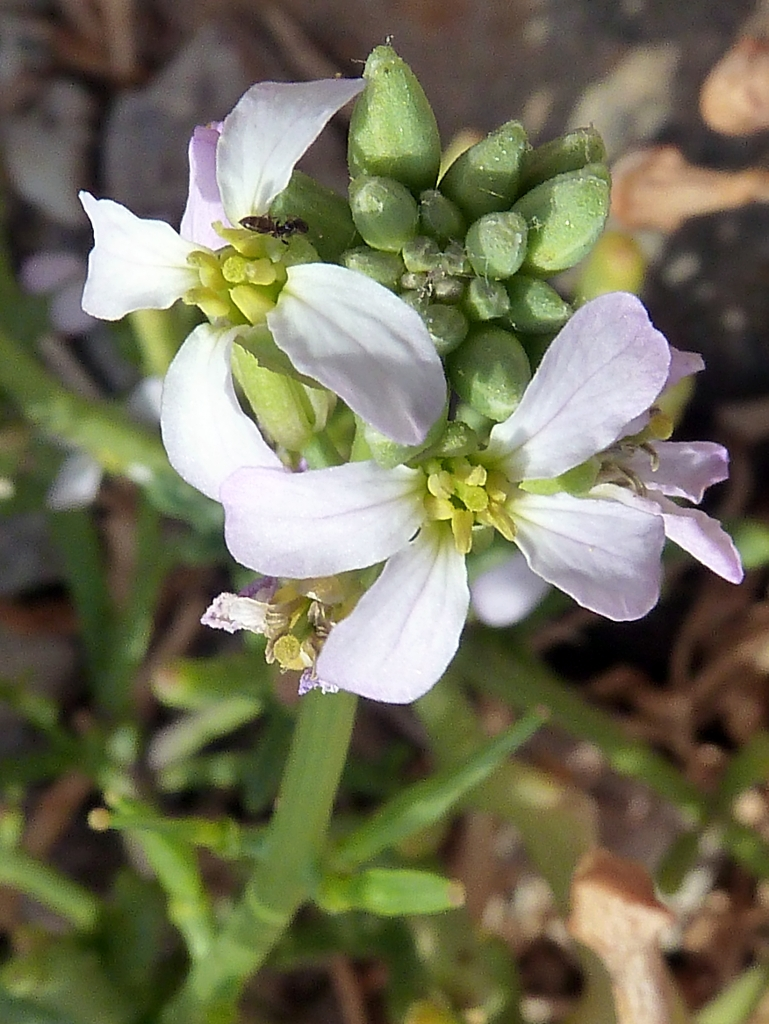
Inflorescencia, detalle.

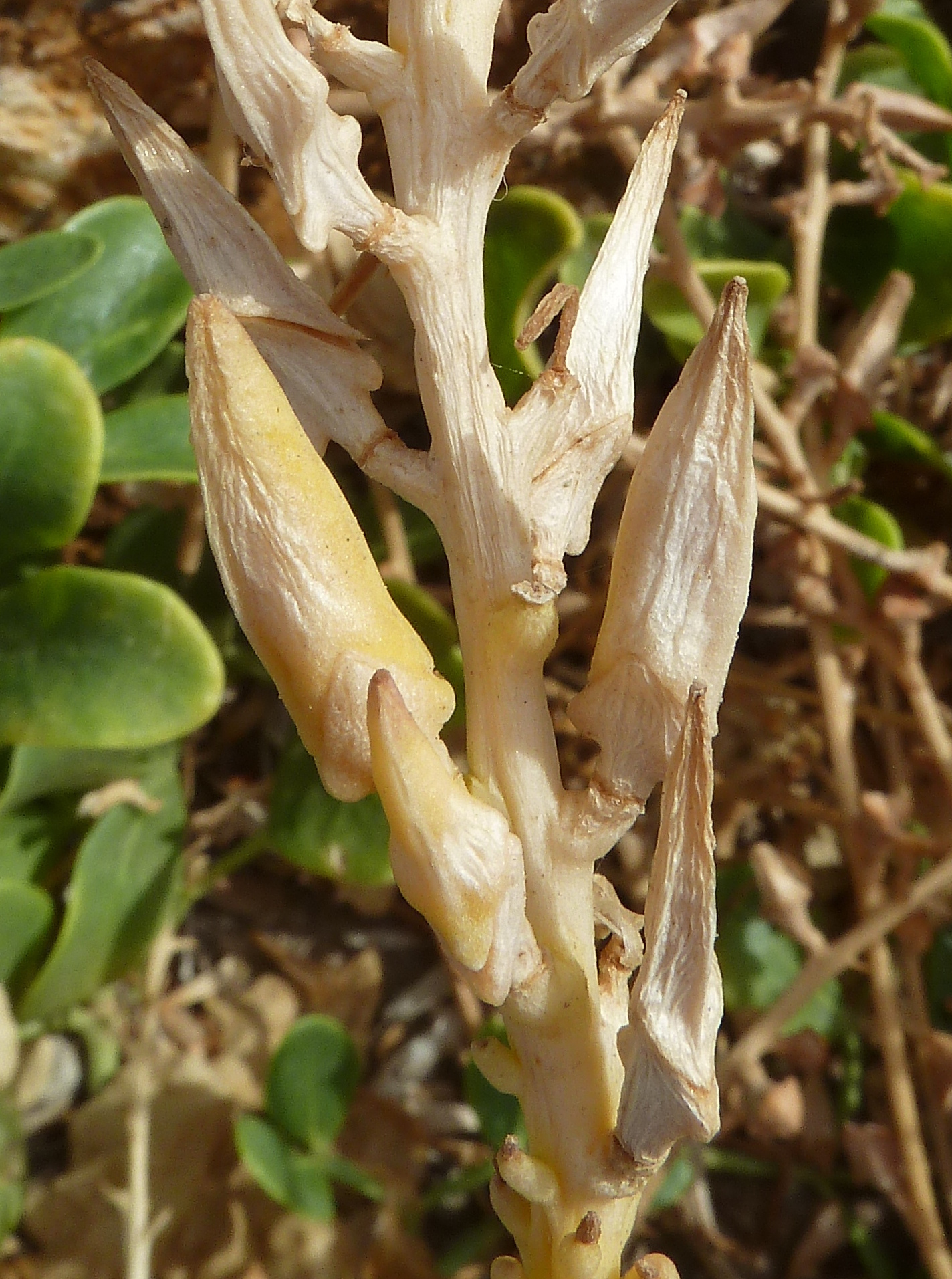
Frutos articulados maduros in situ.

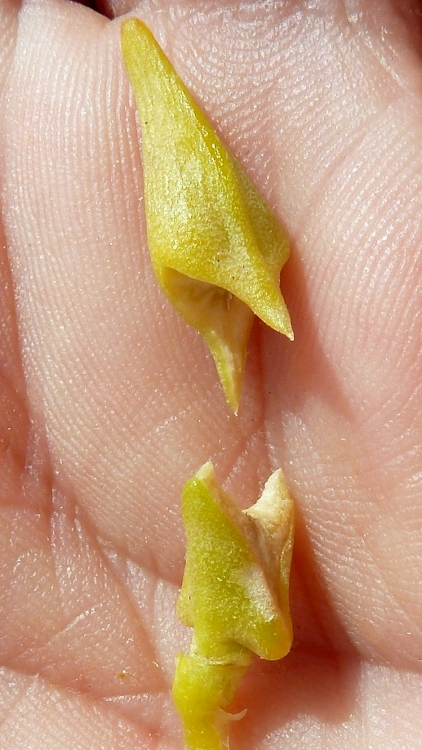
Fruto con sus artejos separados.

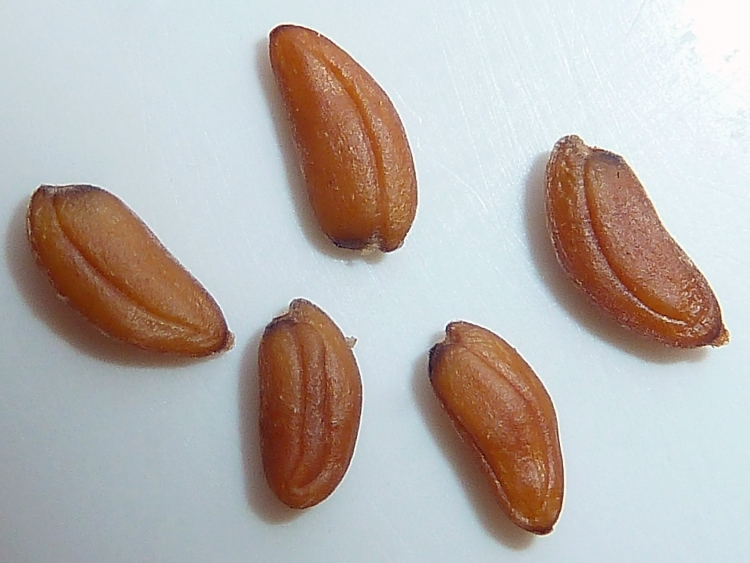
Semillas sueltas.

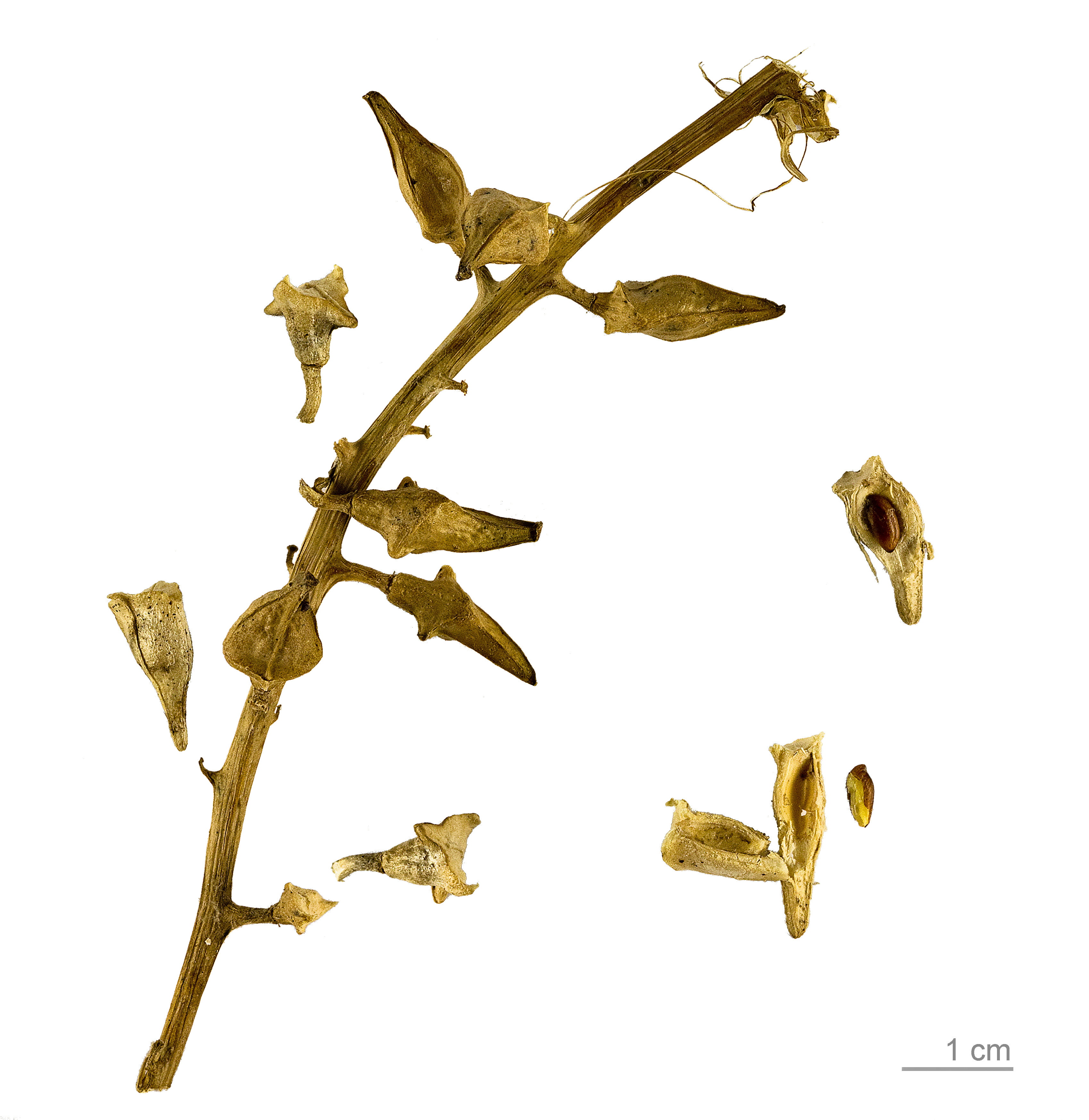
Cakile maritima

Cakile maritima, la oruga de mar, rábano de mar o roqueta de mar, es una especie de planta fanerógama común perteneciente a la familia Brassicaceae (antes Cruciferae).  Está muy extendida en Europa, especialmente en las costas, y hoy día puede encontrarse en otras zonas del mundo donde se ha introducido. En las costas del oeste y este de América del Norte es una maleza nociva potencial.

## Características
Es una planta anual que crece en macizos o en los montículos de arena en las playas y dunas. Las hojas son carnosas, lobuladas, de color verde y eventualmente con tintado magenta. Las flores, tetrámeras, cortamente pedunculadas, son de color blanco-lila, con los sépalos erectos y los pétalos bien diferenciados en uña y limbo, este último patente hasta reflejo. Los frutos (silicuas), en forma de mitra cónica erecta, son articulados en 2 partes imbricadas, cada una monolocular. La inferior monosperma o abortada, la superior generalmente monosperma. Esta última, con su semilla, puede flotar después de separarse del artejo basal, y quedar así dispersada por el mar. Dichas semillas, de color pardo anarajando, tienen una forma oblonga arqueada y son lateralmente surcadas.

## Distribución  y hábitat
Costas del  Atlántico (incluidas las Islas Canarias), del Mediterráneo y del Mar Negro, desde Marruecos hasta Finlandia al norte. Naturalizada en América y Australia.

## Propiedades
Indicaciones: es antiescorbútico, aperitivo, excitante.

## Taxonomía
Nombre común
- Castellano: oruga de mar, oruga marina, oruga marítima, rabanillo marítimo, rábano marítimo, rejoncillos, roqueta marítima, ruca de mar, rucamar, ruqueta de mar, ruqueta marítima[4]

Sinónimos
Los innumerables taxones infraespecíficos descritos en la literatura botánica son, prácticamente todos, meros sinónimos.
- Bunias cakile L., Sp. Pl., 2: 670, 1753
- Cakile cakile (L.) Karst.
- Cakile serapionis Gaertn.
- Cakile littoralis Jord.
- Pteroneurum bipinnatum Rchb.
- Isatis aegyptia L.
- Cakile aegyptica (L.) Pignatti
- Cakile aegyptiaca (L.) Willd.
- Cakile maritima var. aegyptica (L.) Delile
- Cakile maritima subsp. aegyptica (L.) Nyman
- Cakile maritima var. aequalis (L'Hér. ex DC.) Chapm.
- Cakile maritima var. amblycarpa O.E.Schulz
- Cakile maritima var. americana (Nutt.) Torr.
- Cakile maritima var. auriculata Post
- Cakile maritima var. australis Coss.
- Cakile maritima f. baltica Rouy & Foucaud
- Cakile maritima var. baltica (Rouy & Foucaud) Paol.
- Cakile maritima f. baltica Jord. ex Rouy & Fouc.
- Cakile maritima var. bipinnata O.E.Schulz
- Cakile maritima var. cubensis (DC.) Chapm.
- Cakile edentula Jord.
- Cakile maritima var. edentula Loret
- Cakile maritima var. geniculata B.L.Rob.
- Cakile hispanica Jord.
- Cakile maritima var. hispanica (Jord.) Paol.
- Cakile maritima subsp. integrifolia (Hornem.) Greuter & Burdet
- Cakile maritima var. integrifolia W.D.J. Koch
- Cakile maritima f. islandica Gand.
- Cakile maritima subsp. islandica (Gand.) Elven
- Cakile maritima var. laciniata Hallier
- Cakile maritima var. latifolia Desf.
- Cakile monosperma Lange
- Cakile maritima var. monosperma (Lange) O.E.Schulz
- Cakile maritima var. oxycarpa O.E.Schulz
- Cakile maritima var. pandataria N.Terracc.
- Cakile maritima f. pandataria (A.Terracc.) O.E.Schulz
- Cakile maritima var. pinnatifida Delile
- Cakile maritima f. pygmaea O.E.Schulz
- Cakile maritima var. sessiliflora O.E.Schulz
- Cakile maritima var. sinuatifolia (Stokes) DC.
- Cakile maritima var. susica Maire, Weiller & Wilczek[4][5][6]

Subespecies aceptadas
- Cakile maritima subsp. baltica (Rouy & Foucaud) Hyl. ex P.W.Ball
- Cakile maritima subsp. euxina (Pobed.) Nyár.
- Cakile maritima subsp. maritima

## Citología
- 2n=18[7]